# Monasterio del Espíritu Santo
El monasterio del Espíritu Santo (en bielorruso: Свята-Духаўскі жаночы манастыр) es un monasterio ortodoxo del este femenino en Vitebsk, Bielorrusia.
El monasterio fue fundado en la década de 1380 por la duquesa Uliana de Tver, esposa de Algirdas, gran duque de Lituania. Algirdas ordenó la construcción de la catedral del Espíritu Santo en este monasterio. Cerca de 1392 o 1393, después de la muerte Algirdas, Uliania tomó los votos en su monasterio.
Desde mediados del siglo XVII hasta 1839, el monasterio fue greco-católico. En 1839, después de la cancelación de la Unión de Brest, se convierte de nuevo a la ortodoxia y pronto fue cerrado debido a la pobreza. Después de la Revolución de octubre, la mayoría de los edificios del antiguo monasterio fueron destruidos. El monasterio fue reabierto en el 2001.